# Piercing
Piercing sau body piercing (termen preluat din limba engleză, „to pierce” semnifică „a perfora”) reprezintă găurirea unor părți superficiale ale corpului uman cu scopul de a introduce obiecte din metal, os animal, pietre prețioase sau alte materiale, cu scop decorativ sau ritual.